# Castello di Petroia
Castello di Petroia – średniowieczny zamek położony w pobliżu miasta Gubbio w regionie administracyjnym Umbria we Włoszech; w czasach dzisiejszych mieści się w nim hotel. Warto wiedzieć, że 7 czerwca 1422 roku Elisabetta z domu Accomandugi, porodziła w tym miejscu Federica da Montefeltro, późniejszego księcia Urbino.

## Dzieje
Zamek Petroia został prawdopodobnie wzniesiony w IX lub X wieku, tj. wtedy, gdy wolne miasta, jak Gubbio, budowały zamki obronne, w których mieszkańcy mogli schronić się w razie napaści. Z całą pewnością zamek istniał już w roku 1073, kiedy to dokument o darowiźnie informował: „mansum in curte Petroij”.
W roku 1257 kilku herbowych wasali miasta wystąpiło przeciwko Gubbio oddając się pod protekcję Perugii. Jednocześnie 7 maja 1257 roku Ugolino, hrabia Coccorano, poddał zamek obcym wojskom. Gubbio odzyskało zamek dopiero 24 marca 1384 roku, kiedy to hrabia Antonio da Montefeltro, władca Urbino, zaoferował miastu ochronę, stając się tym samym jego panem. Gubbio przestało być wolnym miastem i stało się własnością panów na Urbino, które – jako udzielne księstwo – miało istnieć przez wiele stuleci.
Elisabetta, dwórka Rengardy, małżonki hrabiego Urbino, została matką nieślubnego syna męża swej pani, Guidobalda da Montefeltro. W ten sposób rozpoczęła się fascynująca historia człowieka, który stał się jednym z czołowych przedstawicieli włoskiego renesansu w XV wieku.
A oto lista-kalendarium przedstawiająca kolejnych właścicieli zamku i przylegających doń ziem:
- 5 września 1396 hrabia Galasso da Montefeltro zakupił od miasta zamek Petroia z okolicznymi terytoriami
- 14 kwietnia 1414 wykupił zamek szlachetnie urodzony Matteo degli Accomandugi di Urbino
- w 1458 posiadłość, jako masa spadkowa po Elisabetcie (wraz z feudalnym prawem własności), dostała się rodowi Ugolino dei Bardi
- W 1487 Guidobaldo da Montefeltro przekazał zamek wraz z przyległościami Alessandro Reggeriemu di Canossa. W posiadaniu tej rodziny zamek pozostawał przez cztery pokolenia (po Alessandro jego syn Bonifacio, wnuk Orazio i prawnuk Camilla)
- W 1617 bezdzietny Camilla di Canossa przekazał własność organizacji charytatywnej o nazwie Monte di Pietà da Reggio Emilia
- 8 maja 1629 Monte di Pietà sprzedała zamek rodzinie Ugolini z Gubbio za 6200 skudów
- od 1823 zamek i ziemia należały do rodziny Benvendutich z Gubbio
- w Wielki Piątek 1909 zamek zakupił David Sagrini. Jego potomkowie są właścicielami posiadłości po dziś dzień.

## Zdjęcia

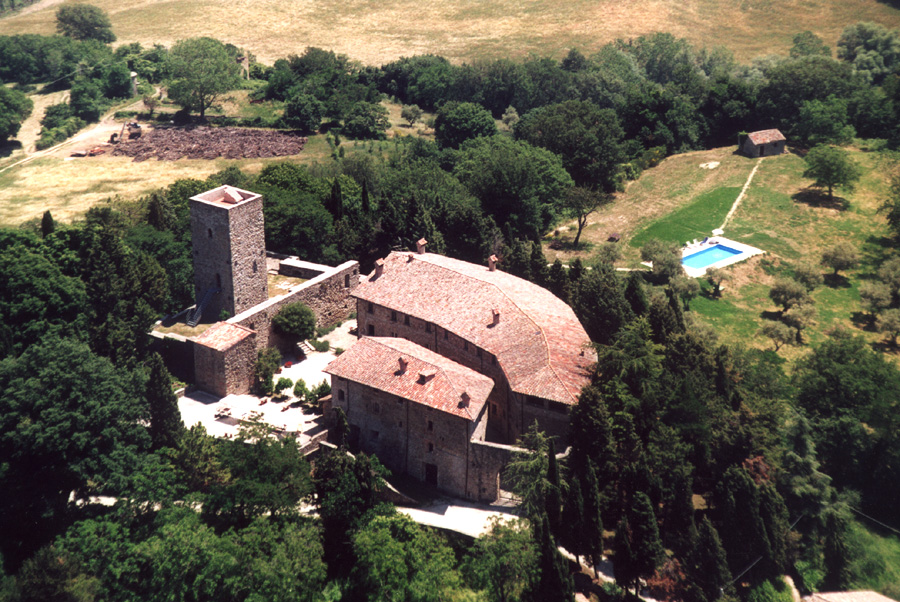
Widok z lotu ptaka
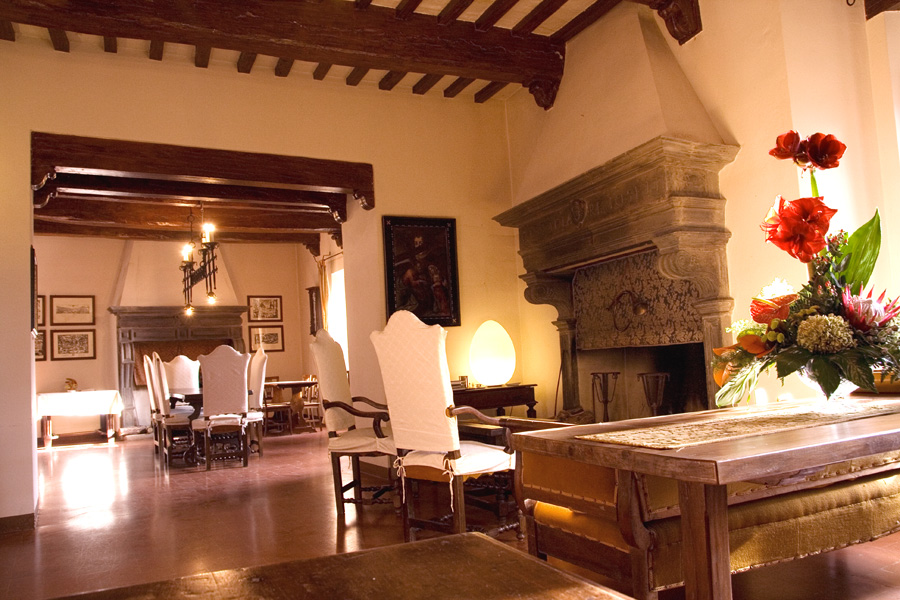
Hall główny
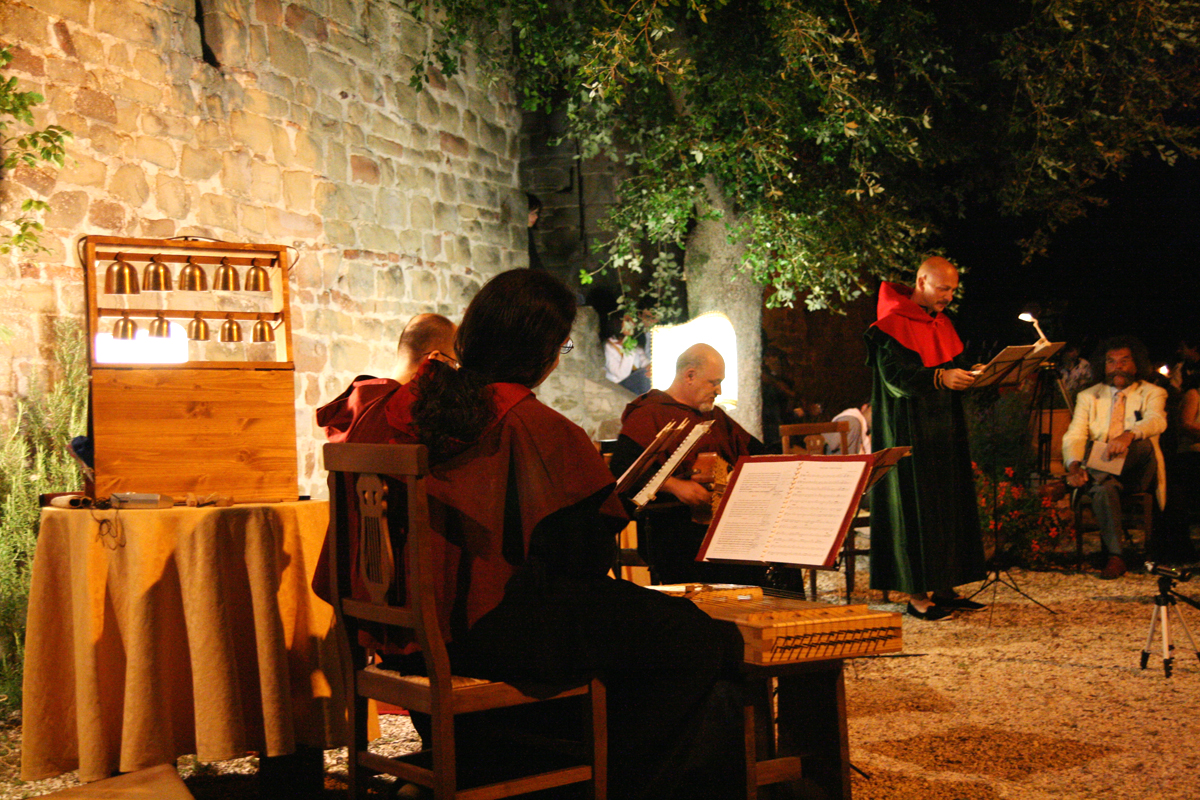
Odtwarzanie zdarzeń z przeszłości